# حارة الأحوجين (صنعاء)
حارة الاحوجين هي إحدى حارات حي العفيف بمديرية السبعين إحد مديريات العاصمة اليمنية صنعاء، بلغ تعداد سكانها 284 نسمة حسب تعداد اليمن لعام 2004.